# Fabien Nury
Fabien Nury (31 maggio 1976) è un disegnatore e sceneggiatore francese.

## Biografia
Una lunga carriera da sceneggiatore di fumetti e per il cinema gli ha permesso di ricevere in Francia numerosi e importanti riconoscimenti. In Italia è stato premiato con il Gran Guinigi nel 2015 per la miglior serie con C'era una volta in Francia.